# Авер'янов Євген Васильович
Євге́н Васи́льович Авер'я́нов (нар. 30 липня 1938, Горький) — балетмейстер Національного заслуженого академічного ансамблю танцю України імені Павла Вірського, народний артист України.

## Кар'єра
З 1957 по 1962 роки — артист балету Шахтарського ансамблю пісні й танцю «Донбас», Донецьк. З 1962 по 1979 роки — артист балету, з 1979 по 1982 роки — асистент балетмейстера, з 1982 — балетмейстер-постановник Державного академічного заслуженого ансамблю танцю України ім. П. Вірського.
Провідні партії в хореографічних мініатюрах і танцях «Запорожці», «Про що верба плаче», «Весілля в Україні», «Хміль» та інших.

## Відзнаки
- Стипендіант державної стипендії видатним діячам культури і мистецтва (2011)[1]